# كأس إنترتوتو 1982
كأس إنترتوتو 1982 هو الموسم 22 من كأس إنترتوتو. فاز فيه بوهيميانز 1905.